# ماتيا ماجيو
ماتيا ماجيو (بالألمانية: Mattia Maggio)‏ (22 فبراير 1994 بنورتينغن في ألمانيا - ) هو لاعب كرة قدم ألماني في مركز الهجوم. شارك مع منتخب ألمانيا تحت 16 سنة لكرة القدم ومنتخب إيطاليا تحت 17 سنة لكرة القدم. أما مع النوادي، فقد لعب مع نادي مانتوفا ونادي نوفارا ونادي هامبورغ ونادي هوفنهايم ب ‏ ونادي هامبورغ 2 ‏.

## روابط خارجية
- ماتيا ماجيو على موقع قاعدة بيانات كرة القدم.إي يو (الإنجليزية)
- ماتيا ماجيو على موقع Soccerway.com (الإنجليزية)
- ماتيا ماجيو على موقع عالم كرة القدم.نت (الإنجليزية)